# Jarchinio Antonia
Jarchinio Antonia (Amsterdã, 27 de dezembro de 1990) é um futebolista profissional curaçauense que atua como meia.

## Carreira
Jarchinio Antonia integrou a Seleção Curaçauense de Futebol na Copa Ouro da CONCACAF de 2017.